# Skoczów
Skoczów is een stad in de Poolse regio Silezië, gelegen in het district Cieszyński. De oppervlakte bedraagt 9,79 km², het inwonertal 14.783 (2005).

## Verkeer en vervoer
- Station Skoczów